# Petr Samec
Petr Samec (ur. 14 lutego 1964 we Frydku-Mistku) – czeski piłkarz występujący na pozycji napastnika. Trener piłkarski.

## Kariera klubowa
Samec jako junior grał w zespołach NH Ostrava oraz Sokol Hrabůvka. Następnie występował w drużynie RH Planá, a w 1986 roku został graczem klubu TJ Vítkovice, grającego w pierwszej lidze czechosłowackiej. W sezonie 1986/1987 wywalczył z nim wicemistrzostwo Czechosłowacji. W 1987 roku odszedł do drugoligowego Baníka Havířov, a na początku 1990 roku przeszedł do pierwszoligowej Sigmy Ołomuniec. Grał tam do końca sezonu 1989/1990.
Następnie Samec był zawodnikiem Dynama Czeskie Budziejowice, również występującego w pierwszej lidze. Spędził tam sezon 1991/1992, a potem odszedł do drugoligowego Unionu Cheb. Od sezonu 1993/1994 występował z nim w pierwszej lidze czeskiej. Graczem Unionu był do sezonu 1994/1995. W kolejnych latach występował w pierwszoligowych drużynach SK Hradec Králové oraz Baník Ostrawa, a także w zespołach z niższych lig – Roubinie Dolní Kounice, FC Hlučín oraz Sokole Krasné Pole. W 2006 roku zakończył karierę.
W sezonie 1995/1996 w barwach SK Hradec Králové został królem strzelców Pucharu Zdobywców Pucharów z 9 bramkami na koncie (7 w dwumeczu z FC Vaduz i 2 w dwumeczu z FC København).

## Kariera reprezentacyjna
W reprezentacji Czech Samec zadebiutował 23 lutego 1994 w wygranym 4:1 towarzyskim meczu z Turcją. 8 marca 1995 w wygranym 4:1 towarzyskim pojedynku z Finlandią strzelił dwa gole, które były jednocześnie jego jedynymi w kadrze. W latach 1994–1995 w drużynie narodowej rozegrał 9 spotkań.